# منتخب كينيا لكرة الطائرة للسيدات
منتخب كينيا الوطني لكرة الطائرة للسيدات هو ممثل كينيا الرسمي في المنافسات الدولية في كرة طائرة في فئة كرة الطائرة للسيدات.